# Renault RE50
O RE50 é o modelo da Renault da temporada de 1984 da F1. 
Condutores: Patrick Tambay, Derek Warwick e Philippe Streiff. 

## Resultados[1]
(legenda) (em negrito indica pole position e itálico volta mais rápida)
| Ano  | Chassi | Motor                | Pneus | N° | Pilotos          | 1   | 2   | 3   | 4   | 5   | 6   | 7   | 8   | 9   | 10  | 11  | 12  | 13  | 14  | 15  | 16  | Pontos | Posição |  |
| ---- | ------ | -------------------- | ----- | -- | ---------------- | --- | --- | --- | --- | --- | --- | --- | --- | --- | --- | --- | --- | --- | --- | --- | --- | ------ | ------- |  |
|      |        |                      |       |    |                  |     |     |     |     |     |     |     |     |     |     |     |     |     |     |     |     |        |         |  |
|      |        |                      |       |    |                  | BRA | RSA | BEL | SMR | FRA | MON | CAN | USE | DAL | GBR | GER | AUT | NED | ITA | EUR | POR |        |         |  |
| 1984 | RE50   | Renault EF4 V6 Turbo | G     | 15 | Patrick Tambay   | 5   | Ret | 7   | Ret | 2   | Ret | DNS | Ret | Ret | 8   | 5   | Ret | 6   | Ret | Ret | 7   | 34     | 5º      |  |
| 1984 | RE50   | Renault EF4 V6 Turbo | G     | 16 | Derek Warwick    | Ret | 3   | 2   | 4   | Ret | Ret | Ret | Ret | Ret | 2   | 3   | Ret | Ret | Ret | 11  | Ret | 34     | 5º      |  |
| 1984 | RE50   | Renault EF4 V6 Turbo | G     | 33 | Philippe Streiff |     |     |     |     |     |     |     |     |     |     |     |     |     |     |     | Ret | 34     | 5º      |  |